# مانويل سوليس بالما
مانويل سوليس بالما (بالإسبانية: Manuel Solís Palma)‏ كان رئيسا لجمهورية بنما من 26 فبراير 1988 حتى 1 سبتمبر 1989. كان ينتمي إلى الحزب الثوري الديمقراطي. ولد في مقاطعة لوس سانتوس في 1917. شغل منصب وزير التعليم من عام 2004 حتى 2009 في فترة رئاسة مارتن توريخوس. توفي في 6 نوفمبر 2009.